# Tri-Cities (Michigan)
Pour les articles homonymes, voir Tri-Cities (homonymie).
Tri-Cities (anglais : Tri-Cities) est une région de l'État américain du Michigan. La région est appelée ainsi parce qu'elle regroupe trois villes de la péninsule inférieure : Saginaw, Bay City et Midland. 
Les trois comtés dont elles font partie (Saginaw, Bay et Midland) regroupaient 403 070 habitants au recensement de 2000. 
En raison de leur proximité, les trois villes sont convenues de cogérer un aéroport, le MBS International Airport (MBS étant l'acronyme de Midland, Bay City et Saginaw), situé à Freeland dans le Comté de Saginaw. Autrefois, celui-ci était connu sous le nom de « Tri-City Airport », en fait il fut rebaptisé du nom actuel en 1994, afin d'éviter la confusion avec d'autres Tri-Cities américaines.
Plusieurs grandes entreprises procurent une activité économique importante pour la région : 
- L'industrie sucrière avec la Michigan Sugar Company qui a son siège et sa principale usine à Bay City. La compagnie fait vivre 1 250 fermiers des environs.
- L'industrie automobile avec General Motors qui fabrique des motopropulseurs dans ses usines de Saginaw et Bay City, ainsi que Delphi Corporation à Saginaw.
- l'industrie chimique avec Dow Chemical à Midland.

On place également la Tri-Cities dans la région plus vaste de Flint/Tri-Cities.

## Note
Le Michigan possède une autre Tri-Cities dans le comté d'Ottawa dans l'Ouest du Michigan près de la ville de Grand Rapids, constitué des communes de Grand Haven et de Ferrysburg, ainsi que du village de Spring Lake, totalisant en tout près de 47 000 habitants.